# David Burton Wake
 (juillet 2018).
Si vous disposez d'ouvrages ou d'articles de référence ou si vous connaissez des sites web de qualité traitant du thème abordé ici, merci de compléter l'article en donnant les références utiles à sa vérifiabilité et en les liant à la section « Notes et références ».
Pour les articles homonymes, voir Wake.
David Burton Wake (né le 8 juin 1936, à Webster, Dakota du Sud et mort le 29 avril 2021) est un herpétologiste américain, spécialiste des urodèles.
Il est le mari de Marvalee H. Wake qui est une spécialiste des gymnophiones. En 2000, il lance la base de données herpétologique en ligne AmphibiaWeb.

## Taxons nommés en son honneur
- Cryptotriton wakei (Campbell & Smith, 1998) avec Marvalee H. Wake.
- Wakea Glaw & Vences, 2006
- Qikiqtania wakei Stewart et al. 2022

## Taxons décrits
- Aneides vagrans  Wake & Jackman, 1999
- Batrachoseps campi  Marlow, Brode & Wake, 1979
- Batrachoseps diabolicus  Jockusch, Wake & Yanev, 1998
- Batrachoseps gabrieli  Wake, 1996
- Batrachoseps gavilanensis  Jockusch, Yanev & Wake, 2001
- Batrachoseps gregarius  Jockusch, Wake & Yanev, 1998
- Batrachoseps incognitus  Jockusch, Yanev & Wake, 2001
- Batrachoseps kawia  Jockusch, Wake & Yanev, 1998
- Batrachoseps luciae  Jockusch, Yanev & Wake, 2001
- Batrachoseps minor  Jockusch, Yanev & Wake, 2001
- Batrachoseps regius  Jockusch, Wake & Yanev, 1998
- Batrachoseps robustus  Wake, Yanev & Hansen, 2002
- Bolitoglossa alberchi  García-París, Parra-Olea, Brame & Wake, 2002
- Bolitoglossa anthracina  Brame, Savage, Wake & Hanken, 2001
- Bolitoglossa bramei  Wake, Savage & Hanken, 2007
- Bolitoglossa capitana  Brame & Wake, 1963
- Bolitoglossa chica  Brame & Wake, 1963
- Bolitoglossa compacta  Wake, Brame & Duellman, 1973
- Bolitoglossa copia  Wake, Hanken & Ibáñez, 2005
- Bolitoglossa cuna  Wake, Brame & Duellman, 1973
- Bolitoglossa digitigrada  Wake, Brame & Thomas, 1982
- Bolitoglossa epimela  Wake & Brame, 1963
- Bolitoglossa equatoriana  Brame & Wake, 1972
- Bolitoglossa gomezi  Wake, Savage & Hanken, 2007
- Bolitoglossa gracilis  Bolaños, Robinson & Wake, 1987
- Bolitoglossa hartwegi  Wake & Brame, 1969
- Bolitoglossa hermosa  Papenfuss, Wake & Adler, 1984
- Bolitoglossa hypacra  (Brame & Wake, 1962)
- Bolitoglossa indio  Sunyer, Lotzkat, Hertz, Wake, Aléman, Robleto & Köhler, 2008
- Bolitoglossa insularis  Sunyer, Lotzkat, Hertz, Wake, Aléman, Robleto & Köhler, 2008
- Bolitoglossa magnifica  Hanken, Wake & Savage, 2005
- Bolitoglossa medemi  Brame & Wake, 1972
- Bolitoglossa meliana  Wake & Lynch, 1982
- Bolitoglossa minutula  Wake, Brame & Duellman, 1973
- Bolitoglossa nicefori  Brame & Wake, 1963
- Bolitoglossa oaxacensis  Parra-Olea, García-París & Wake, 2002
- Bolitoglossa obscura  Hanken, Wake & Savage, 2005
- Bolitoglossa orestes  Brame & Wake, 1962
- Bolitoglossa pandi  Brame & Wake, 1963
- Bolitoglossa phalarosoma  Wake & Brame, 1962
- Bolitoglossa platydactyla  (Gray, 1831)
- Bolitoglossa porrasorum  McCranie & Wilson, 1995
- Bolitoglossa pygmaea  Bolaños & Wake, 2009
- Bolitoglossa ramosi  Brame & Wake, 1972
- Bolitoglossa robinsoni  Bolaños & Wake, 2009
- Bolitoglossa savagei  Brame & Wake, 1963
- Bolitoglossa schizodactyla  Wake & Brame, 1966
- Bolitoglossa silverstonei  Brame & Wake, 1972
- Bolitoglossa sombra  Hanken, Wake & Savage, 2005
- Bolitoglossa stuarti  Wake & Brame, 1969
- Bolitoglossa taylori  Wake, Brame & Myers, 1970
- Bolitoglossa tica  García-París, Parra-Olea & Wake, 2008
- Bolitoglossa vallecula  Brame & Wake, 1963
- Bolitoglossa walkeri  Brame & Wake, 1972
- Bolitoglossa zapoteca  Parra-Olea, García-París & Wake, 2002
- Bradytriton silus  Wake & Elias, 1983
- Bradytriton  Wake & Elias, 1983
- Cryptotriton adelos  (Papenfuss & Wake, 1987)
- Cryptotriton alvarezdeltoroi  (Papenfuss & Wake, 1987)
- Cryptotriton  García-París & Wake, 2000
- Cryptotriton sierraminensis  Vásquez-Almazán, Rovito, Good & Wake, 2009
- Cryptotriton veraepacis  (Lynch & Wake, 1978)
- Cryptotriton wakei  (Campbell & Smith, 1998)
- Dendrotriton cuchumatanus  (Lynch & Wake, 1975)
- Dendrotriton rabbi  (Lynch & Wake, 1975)
- Dendrotriton  Wake & Elias, 1983
- Karsenia koreana  Min, Yang, Bonett, Vieites, Brandon & Wake, 2005
- Karsenia  Min, Yang, Bonett, Vieites, Brandon & Wake, 2005
- Nototriton gamezi  García-París & Wake, 2000
- Nototriton guanacaste  Good & Wake, 1993
- Nototriton major  Good & Wake, 1993
- Nototriton stuarti  Wake & Campbell, 2000
- Nototriton tapanti  Good & Wake, 1993
- Nototriton  Wake & Elias, 1983
- Nyctanolis  Elias & Wake, 1983
- Nyctanolis pernix  Elias & Wake, 1983
- Oedipina kasios  McCranie, Vieites & Wake, 2008
- Oedipina leptopoda  McCranie, Vieites & Wake, 2008
- Oedipina maritima  García-París & Wake, 2000
- Oedipina quadra  McCranie, Vieites & Wake, 2008
- Oedipina savagei  García-París & Wake, 2000
- Pseudoeurycea aquatica  Wake & Campbell, 2001
- Pseudoeurycea longicauda  Lynch, Wake & Yang, 1983
- Pseudoeurycea lynchi  Parra-Olea, Papenfuss & Wake, 2001
- Pseudoeurycea maxima  Parra-Olea, García-París, Papenfuss & Wake, 2005
- Pseudoeurycea naucampatepetl  Parra-Olea, Papenfuss & Wake, 2001
- Pseudoeurycea nigra  (Wake & Johnson, 1989)
- Pseudoeurycea obesa  Parra-Olea, García-París, Hanken & Wake, 2005
- Pseudoeurycea papenfussi  Parra-Olea, García-París, Hanken & Wake, 2005
- Pseudoeurycea parva  Lynch & Wake, 1989
- Pseudoeurycea ruficauda  Parra-Olea, García-París, Hanken & Wake, 2004
- Pseudoeurycea saltator  Lynch & Wake, 1989
- Rhyacotriton cascadae  Good & Wake, 1992
- Rhyacotriton kezeri  Good & Wake, 1992
- Thorius arboreus  Hanken & Wake, 1994
- Thorius aureus  Hanken & Wake, 1994
- Thorius boreas  Hanken & Wake, 1994
- Thorius grandis  Hanken, Wake & Freeman, 1999
- Thorius infernalis  Hanken, Wake & Freeman, 1999
- Thorius insperatus  Hanken & Wake, 1994
- Thorius lunaris  Hanken & Wake, 1998
- Thorius magnipes  Hanken & Wake, 1998
- Thorius minydemus  Hanken & Wake, 1998
- Thorius munificus  Hanken & Wake, 1998
- Thorius omiltemi  Hanken, Wake & Freeman, 1999
- Thorius papaloae  Hanken & Wake, 2001
- Thorius smithi  Hanken & Wake, 1994
- Thorius spilogaster  Hanken & Wake, 1998
- Urspelerpes brucei  Camp, Peterman, Milanovich, Lamb, Maerz & Wake, 2009
- Urspelerpes Camp, Peterman, Milanovich, Lamb, Maerz & Wake, 2009